# وبائيات السكري
على الصعيد العالمي، هناك نحو 463 مليون بالغ مصاب بمرض السكري، وفقًا لأحدث بيانات عام 2019 الصادرة عن الاتحاد الدولي لمرضى السكري. يزداد انتشار مرض السكري بسرعة كبيرة. تشير التقديرات السابقة لعام 2017 إلى أن العدد يصل إلى 425 مليون شخص مصاب بمرض السكري. يُتوقع أن يتضاعف الرقم تقريبًا بحلول عام 2030. يشكل مرض السكري من النوع الثاني نحو 85-90% من جميع الحالات. تعكس الزيادات في معدلات انتشار مرض السكري بشكل عام زيادة في عوامل الخطر لسكري النوع الثاني، لا سيما زيادة طول العمر وزيادة الوزن أو السمنة.
يحدث داء السكري في جميع أنحاء العالم، ولكنه أكثر شيوعًا (خاصة النوع الثاني) في البلدان المتقدمة. مع ذلك، تحدث أكبر زيادة في معدل الانتشار في البلدان المنخفضة والمتوسطة الدخل بما في ذلك آسيا وأفريقيا، حيث يُحتمل أن يكون معظم المرضى بحلول عام 2030. تتبع زيادة معدل الإصابة في البلدان النامية اتجاه التحضر وتغييرات نمط الحياة، بما في ذلك أنماط الحياة الخاملة بشكل متزايد، والعمل الذي لا يتطلب نشاط بدني، والانتقال الغذائي العالمي، الذي يتميز بزيادة تناول الأطعمة الغنية بالسعرات الحرارية والفقيرة بالمغذيات (غالبًا ما تكون أغذية عالية السكر والدهون المشبعة، يشار إليها أحيانًا بالحمية الغذائية الغربية). وُجد أن خطر الإصابة بمرض السكري من النوع الثاني مرتبط على نطاق واسع بسوء الوضع الاجتماعي والاقتصادي عبر البلدان. 
تقدر منظمة الصحة العالمية أن مرض السكري أدى إلى 1.5 مليون حالة وفاة في عام 2012، ما يجعله السبب الثامن للوفيات. رغم ذلك، تُعزى 2.2 مليون حالة وفاة أخرى في جميع أنحاء العالم إلى ارتفاع نسبة السكر في الدم وزيادة مخاطر المضاعفات المرافقة (مثل أمراض القلب والسكتة الدماغية والفشل الكلوي)، والتي غالبًا ما تؤدي إلى الوفاة المبكرة وغالبًا ما تُدرج على أنها السبب الأساسي في شهادات الوفاة بدلاً من مرض السكري.

## آسيا

### الصين
في الصين، يعاني شخص واحد من كل عشرة أشخاص من مرض السكري. قدرت دراسة أجريت عام 2010 أن أكثر من 92 مليون صيني بالغ يعانون من المرض، مع 150 مليون آخرين تظهر عليهم أعراض مبكرة. يتزايد معدل الإصابة بالمرض بسرعة: زيادة بنسبة 30% في 7 سنوات. تعد الشعوب البدوية الأصلية مثل التبت والمغول أكثر عرضة للإصابة من شعوب الهان الصينيين.

### الهند
حتى وقت قريب، كان عدد مرضى السكري في الهند يتجاوز أي دولة أخرى في العالم، وفقًا لمؤسسة السكري العالمية، رغم أن الصين تصدرت باقي البلدان. يصيب مرض السكري حاليًا أكثر من 62 مليون هندي، أي أكثر من 7.2% من السكان البالغين. بين الشباب والكهول، يبلغ معدل انتشار مرض السكري 6.7% ومقدمات السكري 5.6% وفقًا للمسح الوطني لصحة الأسرة-4. يبلغ متوسط العمر عند ظهور المرض 42.5 عام. يموت نحو مليون هندي جراء مرض السكري كل عام.
وفقًا لجمعية القلب الهندية، يُتوقع أن تكون الهند موطنًا ل109 مليون شخص مصاب بمرض السكري بحلول عام 2035. أفادت دراسة أجرتها جمعية السكري الأمريكية أن الهند ستشهد أكبر زيادة في أعداد المصابين بمرض السكري بحلول عام 2030. يُعزى ارتفاع معدل الإصابة إلى مزيج من الاستعداد الوراثي بالإضافة إلى اعتماد نمط حياة مرتفع السعرات الحرارية وقليل النشاط البدني من قبل الطبقة المتوسطة المتنامية في الهند.

## أوروبا

### المملكة المتحدة
يعاني نحو 3.8 مليون شخص في المملكة المتحدة من داء السكري، لكن الجمعية الخيرية لمرض السكري في المملكة المتحدة قدمت تنبؤات قد تصل إلى 6.2 مليون بحلول عام 2035/2036. أنفقت هيئة الخدمات الصحية الوطنية في المتوسط اليومي 2.2 مليون جنيه إسترليني (2.6 مليون يورو؛ 3.7 مليون دولار) في عام 2013 على الوصفات الطبية لإدارة مرض السكري في الرعاية الأولية، ونحو 10% من ميزانية وصف الرعاية الأولية تُنفق على علاج مرض السكري. توقعت الجمعية الخيرية لمرض السكري في المملكة المتحدة أيضًا أن دائرة الصحة الوطنية قد تنفق نحو 16.9 مليار جنيه إسترليني على داء السكري بحلول عام 2035، ما يعني أن هيئة الخدمات الصحية الوطنية قد تنفق نحو 17% من ميزانيتها على علاج مرض السكري بحلول عام 2035. مع ذلك، نظرًا لأن المملكة المتحدة تمارس نظامًا وطنيًا للرعاية الصحية مع إمكانية الوصول الشامل، انخفضت حالات مرض السكري المشخصة كثيرًا مقارنةً بالولايات المتحدة.

## أمريكا الشمالية

### كندا
شُخص نحو 2.4 مليون كندي (6.8%) بمرض السكري من النوع الأول أو النوع الثاني، بناءً على بيانات مراقبة الأمراض المزمنة لعام 2009. كان معدل الانتشار أعلى بين الذكور (7.2%) مقارنةً بالإناث (6.4%). مع ذلك، يُحتمل أن تكون هذه الأرقام أقل من الواقع، إذ تشير البيانات المأخوذة من عينات الدم إلى أن نحو 20% من حالات السكري ما تزال غير مشخصة.
بالنظر إلى التركيبة العمرية الأصغر سنًا بين السكان الأصليين، يعد انتشار مرض السكري أعلى بمرتين أو ثلاث مرات بين الأمم الأولى وشعب الميتي، مقارنةً بالسكان غير الأصليين.
زاد انتشار حالات مرض السكري المُشخصة بين الكنديين بنسبة 70% خلال العقد من 1999 حتى 2009. لوحظت أكبر زيادة نسبية في الانتشار بين البالغين الأصغر سنًا (35-44 عامًا)، والتي تُعزى جزئيًا إلى زيادة الوزن والسمنة. تقدر وكالة الصحة العامة الكندية أنه إذا استمرت الاتجاهات الحالية في مرض السكري، سيصل عدد الكنديين المصابين بمرض السكري إلى 3.7 مليون بحلول عام 2019.

### الولايات المتحدة الأمريكية
ازدادت معدلات الإصابة بمرض السكري في الولايات المتحدة، كما هو الحال في جميع أنحاء أمريكا الشمالية وحول العالم، بشكل كبير. وفقًا لتقرير الإحصاء لعام 2014 الصادر عن مراكز السيطرة على الأمراض والوقاية منها، وُجد أن «مرض السكري يصيب نحو 29.1 مليون شخص في الولايات المتحدة وهو السبب الرئيسي السابع للوفاة. كما أنه يزيد من احتمال الوفاة، بالإضافة إلى خطر الإصابة بالنوبات القلبية والفشل الكلوي والعمى». بينما يستمر عدد مرضى السكري في الولايات المتحدة في الازدياد، انخفضت أعداد الحالات الجديدة منذ عام 2009، بعد عقود من الزيادات بالحالات الجديدة. في عام 2014، كان أكثر من 29 مليون شخص يعانون من مرض السكري في الولايات المتحدة، منهم 7 ملايين شخص لم يُشخصوا بعد. اعتبارًا من عام 2012، قُدر أن 57 مليون شخص آخر يعانون من مقدمات السكري. كان هناك نحو 12.1 مليون زيارة لقسم الطوارئ المتعلقة بالسكري في عام 2010 للبالغين الذين تبلغ أعمارهم 18 عامًا أو أكثر (515 لكل 10000 من سكان الولايات المتحدة)، ما يمثل 9.4% من جميع زيارات قسم الطوارئ.